# Baldiga – Entsichertes Herz
Baldiga – Entsichertes Herz  ist ein deutscher Dokumentarfilm von Markus Stein aus dem Jahr 2024. Die Uraufführung fand Mitte Februar 2024 im Rahmen der 74. Internationalen Filmfestspiele Berlin in der Sektion Panorama Dokumente statt. Im September 2024 lief er im Rahmen des Queerfilmfestivals in zahlreichen Städten. Der Kinostart ist für den 28. November 2024 vorgesehen.

## Handlung
Der Film porträtiert den Künstler Jürgen Baldiga, der in den 1980er- und frühen 1990er-Jahren die queere Szene West-Berlins mit seinen Fotos dokumentierte. Markus Steins Film über den Fotografen Baldiga ist gleichzeitig auch ein Porträt der schwulen Subkultur Berlins in den 1980er- und frühen 1990er-Jahren. 1979 kam Jürgen Baldiga aus Essen nach Berlin und beschließt, Künstler zu werden. Für seinen Lebensunterhalt arbeitet er als Koch und als Stricher. Seine künstlerische Entwicklung beginnt er schreibend mit Gedichten und Tagebüchern. Als er 1984 von seiner HIV-Infektion erfährt, beginnt er, mit Fotografie zu arbeiten. Er wird zu einem wichtigen Bild-Dokumentaristen der schwulen Berliner Subkultur und dem Alltag des Lebens mit HIV und Aids. Markus Stein nutzt in seinem Dokumentarfilm den umfangreichen Nachlass Baldigas, der im Schwulen Museum aufbewahrt wird, weiteres Foto- und Videomaterial der Zeit sowie das Reenactment ikonografischer Momente des fotografischen Werks Baldigas.

## Hintergrund
Der an  Aids erkrankte Künstler und Fotograf Jürgen Baldiga nahm sich 1993 im Alter von 34 Jahren das Leben. Er hinterließ ein umfangreiches Werk zu den Themen HIV, Aids, Homosexualität und die Subkultur im West-Berlin der 1980er- und frühen 1990er-Jahre. Sein Werk umfasst tausende Fotografien und 40 Tagebücher mit über 7500 Seiten. Die Tagebücher beginnen mit seiner Ankunft in Berlin und enden mit seinem Tod. Der Film erzählt die Geschichte des Künstlers anhand seiner frühen Werke, seiner Tagebucheinträge sowie seiner eindringlichen Fotografien. Dabei gewährt er Einblicke in eine Berliner Subkultur, die ohne ihn in Vergessenheit geraten wäre.

## Rezeption
Peter Rehberg beleuchtet auf sissymag die kulturellen Veränderungen und Debatten über Promiskuität, die durch die AIDS-Epidemie ausgelöst, politischen Protest und Widerstand hervorriefen. Rehberg betont die Bedeutung einer von Aids-Betroffenen autorisierten Perspektive in Aids-Debatten und verteidigt die Errungenschaften der schwulen Kultur gegen Stigmatisierung. Der Film porträtiert Baldigas Biografie als Sinnbild der 1980er Jahre im schwulen West-Berlin. Rehberg warnt vor der Mythisierung des „Aids-Künstlers“ und einem „überblendeten Sensationalismus“. Für ihn steht die Kulturgeschichte im Mittelpunkt, die den radikalen Lebenswillen beschreibt, der Sex und Kunst vereint und heute als Provokation gegenüber einer institutionalisierten queeren Kultur wirkt.